# Melanitis ampa
Melanitis ampa är en fjärilsart som beskrevs av Swinhoe 1890. Melanitis ampa ingår i släktet Melanitis och familjen praktfjärilar. Inga underarter finns listade i Catalogue of Life.